# 파트리시아 벨라스케스
파트리시아 벨라스케스(Patricia Velásquez, 1971년 1월 31일 ~ )는 베네수엘라의 배우, 모델이다.

## 출연 작품

### 영화
- 전사 베오울프 (1999)
- 미이라 (1999) - 아낙수나문 역
  - 미이라 2 (2001) - 밀라 네이스 / 아낙수나문 역
- 마인드헌터 (2004)
- 요로나의 저주 (2019) - 퍼트리샤 역
- 말리그넌트 (2021)

### 텔레비전
- 에드 (2001)
- 못말리는 패밀리 (2003-04)
- 레스큐 미 (2004)
- CSI: 마이애미 (2005)
- 엘 워드 (2008)
- 어글리 베티 (2010)
- 어프렌티스 (2012) - 본인 (경쟁자)
- 하와이 파이브-0 (2019)